# فابریتسیو دی ماورو
فابریزیو دی ماورو (به ایتالیایی: Fabrizio Di Mauro) بازیکن فوتبال و اهل ایتالیا است که از سال ۱۹۹۱ میلادی عضو تیم ملی فوتبال ایتالیا بوده و در ۳ بازی ملی حضور داشته‌است. او در بازی‌های ملی‌اش گلی به ثمر نرساند.
فابریزیو دی ماورو آخرین بازی ملی خود را در سال ۱۹۹۳ میلادی انجام داد.